# Barranc de la Font (Llimiana)
El barranc de la Font és un barranc del terme municipal de Llimiana, al Pallars Jussà.
Es forma a 910 m. alt., a la Serra de Sant Andreu, a l'extrem occidental de la Serra de la Vall de Llimiana. El primer tram discorre cap a ponent, fins que arriba al sud-est de la vila de Llimiana, des d'on davalla cap al sud-oest, en direcció als Terradets.
S'aboca en el barranc de Barcedana a prop del lloc on aquest barranc aiguavessa en la Noguera Pallaresa, en el pantà dels Terradets.